# TCR South America Touring Car Championship 2025
La stagione 2025 del TCR South America Touring Car Championship è la quinta edizione del campionato cadetto del TCR World Tour. È iniziata il 2 aprile a Rosario e terminerà il 14 dicembre a Interlagos. 

## Scuderie e piloti
| Scuderia          | Vettura                      | #   | Pilota              | Gare    |
| ----------------- | ---------------------------- | --- | ------------------- | ------- |
| PMO Racing        | Peugeot 308 TCR              | 1   | Pedro Cardoso       | 1-      |
| PMO Racing        | Peugeot 308 TCR              | 3   | Lucho Ramírez       | 1-6     |
| PMO Racing        | Peugeot 308 TCR              | 8   | Joaquín Cafaro      | 5-6     |
| PMO Racing        | Peugeot 308 TCR              | 21  | Benjamin Hites      | 6       |
| PMO Racing        | Peugeot 308 TCR              | 66  | Genaro Rasetto      | 1-5, 7- |
| PMO Racing        | Peugeot 308 TCR              | 84  | Fernando Croce      | 7-      |
| PMO Racing        | Peugeot 308 TCR              | 99  | Cristian Romero     | 4       |
| Paladini Racing   | Lynk & Co 03 TCR             | 5   | Fabián Yannantuoni  | 1-      |
| Paladini Racing   | Lynk & Co 03 TCR             | 16  | Juan Ángel Rosso    | 1-      |
| Paladini Racing   | Toyota Corolla GR-Sport TCR  | 11  | Tomás Fernández     | 6       |
| Paladini Racing   | Toyota Corolla GR-Sport TCR  | 36  | Carlos Silva        | 6       |
| Paladini Racing   | Toyota Corolla GR-Sport TCR  | 95  | Santino Balerini    | 1-3     |
| Paladini Racing   | Audi RS3 LMS TCR             | 22  | Celso Neto          | 7-      |
| Paladini Racing   | Audi RS3 LMS TCR             | 51  | Exequiel Bastidas   | 3-4     |
| PortHack Racing   | Honda Civic Type R TCR (FK8) | 19  | Enzo Gianfratti     | 2-6     |
| W2 ProGP          | CUPRA León VZ TCR            | 19  | Enzo Gianfratti     | 7-      |
| W2 ProGP          | CUPRA León VZ TCR            | 60  | Juan Manuel Casella | 6       |
| W2 ProGP          | CUPRA León VZ TCR            | 77  | Raphael Reis        | 1-      |
| W2 ProGP          | CUPRA León VZ TCR            | 113 | Fabricio Pezzini    | 1-5     |
| W2 ProGP          | CUPRA León VZ TCR            | 293 | Leonardo Reis       | 7-      |
| Cobra Racing Team | Toyota Corolla GR-Sport TCR  | 23  | Maria Nienkötter    | 1-      |
| Honda YPF Racing  | Honda Civic Type R TCR (FL5) | 33  | Nelson Piquet Jr.   | 1-      |
| Honda YPF Racing  | Honda Civic Type R TCR (FL5) | 44  | Leonel Pernía       | 1-      |
| Honda YPF Racing  | Honda Civic Type R TCR (FL5) | 85  | Tiago Pernía        | 1-      |
| Honda YPF Racing  | Honda Civic Type R TCR (FK8) | 55  | Mariano Pernía      | 1-      |
| Honda YPF Racing  | Honda Civic Type R TCR (FK8) | 88  | Adrián Chiriano     | 1-      |

## Calendario
| Gara | Gara | Circuito                               | Data        |
| ---- | ---- | -------------------------------------- | ----------- |
| 1    | G1   | Autódromo Municipal Juan Manuel Fangio | 30 marzo    |
| 1    | G2   | Autódromo Municipal Juan Manuel Fangio | 30 marzo    |
| 2    | G3   | Autódromo Ciudad de Oberá              | 20 aprile   |
| 2    | G4   | Autódromo Ciudad de Oberá              | 20 aprile   |
| 3    | G5   | Circuito San Juan Villicum             | 11 maggio   |
| 3    | G6   | Circuito San Juan Villicum             | 11 maggio   |
| 4    | G7   | Autódromo de Termas de Río Hondo       | 1° giugno   |
| 4    | G8   | Autódromo de Termas de Río Hondo       | 1° giugno   |
| 5    | G9   | Polideportivo Ciudad de Mercedes       | 13 luglio   |
| 5    | G10  | Polideportivo Ciudad de Mercedes       | 13 luglio   |
| 6    | G11  | Autódromo Víctor Borrat Fabini         | 27 luglio   |
| 6    | G12  | Autódromo Víctor Borrat Fabini         | 27 luglio   |
| 7    | G13  | Circuito dos Cristais                  | 17 agosto   |
| 7    | G14  | Circuito dos Cristais                  | 17 agosto   |
| 8    | G15  | TBA                                    | 26 ottobre  |
| 8    | G16  | TBA                                    | 26 ottobre  |
| 9    | G17  | Autódromo Internacional Ayrton Senna   | 16 novembre |
| 9    | G18  | Autódromo Internacional Ayrton Senna   | 16 novembre |
| 10   | G19  | Autódromo José Carlos Pace             | 14 dicembre |
| 10   | G20  | Autódromo José Carlos Pace             | 14 dicembre |

## Risultati e classifiche

### Gare
| Gara | Circuito            | Pole position     | Giro veloce        | Pilota vincitore   | Scuderia vincitrice |
| ---- | ------------------- | ----------------- | ------------------ | ------------------ | ------------------- |
| 1    | Rosario             | Tiago Pernía      | Fabián Yannantuoni | Leonel Pernía      | Honda YPF Racing    |
| 2    | Rosario             |                   | Nelson Piquet Jr.  | Fabricio Pezzini   | W2 ProGP            |
| 3    | Posadas             | Leonel Pernía     | Tiago Pernía       | Leonel Pernía      | Honda YPF Racing    |
| 4    | Posadas             |                   | Nelson Piquet Jr.  | Juan Ángel Rosso   | Paladini Racing     |
| 5    | Villicum            | Leonel Pernía     | Leonel Pernía      | Leonel Pernía      | Honda YPF Racing    |
| 6    | Villicum            |                   | Fabricio Pezzini   | Fabricio Pezzini   | W2 ProGP            |
| 7    | Termas de Río Hondo | Nelson Piquet Jr. | Leonel Pernía      | Pedro Cardoso      | PMO Racing          |
| 8    | Termas de Río Hondo |                   | Fabricio Pezzini   | Fabián Yannantuoni | Paladini Racing     |
| 9    | Mercedes            | Nelson Piquet Jr. | Leonel Pernía      | Leonel Pernía      | Honda YPF Racing    |
| 10   | Mercedes            |                   | Pedro Cardoso      | Juan Ángel Rosso   | Paladini Racing     |
| 11   | El Pinar            | Nelson Piquet Jr. | Raphael Reis       | Leonel Pernía      | Honda YPF Racing    |
| 12   | El Pinar            |                   | Nelson Piquet Jr.  | Raphael Reis       | W2 ProGP            |
| 13   | Curvelo             |                   |                    |                    |                     |
| 14   | Curvelo             |                   |                    |                    |                     |
| 15   | TBA                 |                   |                    |                    |                     |
| 16   | TBA                 |                   |                    |                    |                     |
| 17   | Goiânia             |                   |                    |                    |                     |
| 18   | Goiânia             |                   |                    |                    |                     |
| 19   | Interlagos          |                   |                    |                    |                     |
| 20   | Interlagos          |                   |                    |                    |                     |